# Euchresta
Euchresta, maleni biljni rod mahunarki smješten u vlastiti tribus Euchresteae dio potporodice Faboideae.. Priznate su četiri vrste.

## Rodovi
1. Euchresta formosana (Hayata) Ohwi
2. Euchresta horsfieldii (Lesch.) Benn.
3. Euchresta japonica Hook.f. ex Regel
4. Euchresta tubulosa Dunn